# Avenue Henri-Barbusse (Gagny)
Pour les articles homonymes, voir Avenue Henri-Barbusse.
L'avenue Henri-Barbusse est un axe de communication de Gagny.

## Situation et accès
Cette avenue commence à la limite de Villemomble dans l'axe de l'avenue Joffre. Se dirigeant vers le sud-est, elle passe notamment le carrefour de la rue de Saint-Germain et de la rue Contant. Elle se termine à l'angle de l'avenue Jean-Jaurès, place du Général-de-Gaulle, anciennement place du Baron-Roger.

## Origine du nom

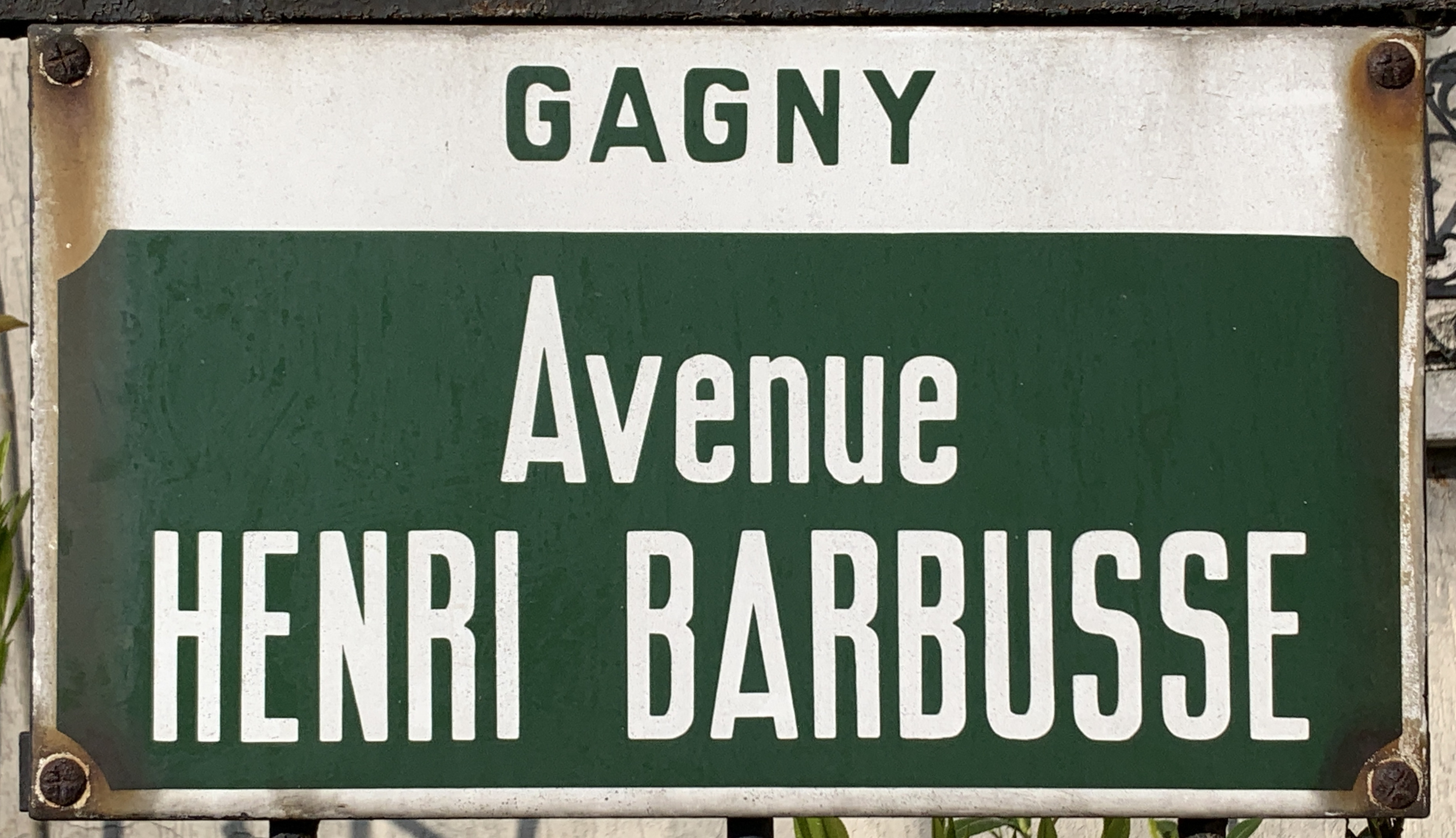
Plaque Avenue Henri-Barbusse.

Cette voie de communication a été renommée en l'honneur de l'écrivain Henri Barbusse (1873-1935).

## Historique

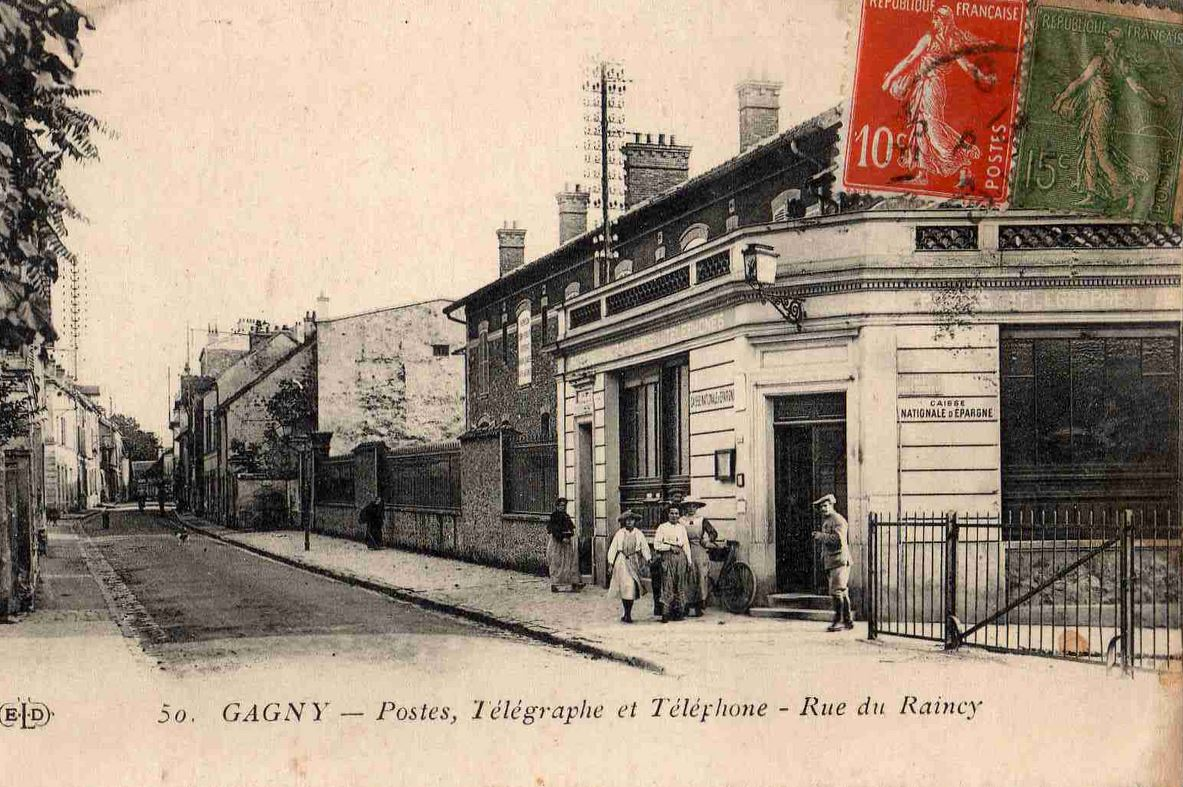
La rue du Raincy vers 1900.

Autrefois, cette avenue était un chemin qui allait du centre du village vers la Montagne-Savart.

## Bâtiments remarquables et lieux de mémoire
- Au no 23, ancien dispensaire, devenu Centre Municipal de Santé[3].